# Луций Плавций Венон (консул 330 пр.н.е.)
Вижте пояснителната страница за други личности с името Луций Плавций Венон.
Луций Плавций Венон (на латински: Lucius Plautius Venno) e политик на Римската република през 4 век пр.н.е.
През 330 пр.н.е. той е консул заедно с Луций Папирий Крас и води война против Привернум и Фунди, където потушава въстанието на Витрувий Вак и Фунди остава римска префектура. След успехите си той празнува триумф.